# Giovanna Galletti
Pour les articles homonymes, voir Galletti.
Giovanna Galletti née le 27 juin 1916 à Bangkok et morte le 21 avril 1992 à Rome est une actrice italienne. Elle est apparue dans plus de quarante films entre 1938 à 1986.

## La vie et la carrière
Giovanna Galletti a commencé sa carrière sur scène  très jeune, au début des années 1930, et s'est formée au Centro Sperimentale di Cinematografia de Rome. À la fin des années 1930, elle a commencé à apparaître dans les films et, en 1945, elle est apparue dans  Rome, Ville Ouverte, de Roberto Rossellini dans son rôle le plus connu,.
Après la guerre, elle a axé ses activités sur le théâtre, notamment en travaillant  au Piccolo Teatro de Milan, sous la direction de Giorgio Strehler et dans les spectacles dirigés par Luigi Cimara, Annibale Ninchi, Laura Adani et Renzo Ricci. Ses derniers rôles au cinéma ont principalement consisté en des rôles de méchantes. Elle a également été active à la radio et à la télévision.

## Filmographie partielle
- 1938 : La dama bianca : Amie de Ginevra
- 1942 : Signorinette : Professeur de gymnastique
- 1945 : Rome, ville ouverte : Ingrid
- 1950 : Giuliano, bandit sicilien : Journaliste
- 1950 : Le Château de verre : Louise Morel
- 1950 : La Porteuse de pain : Madame Auguste
- 1950 : È arrivato il cavaliere : Signora Colombo
- 1950 : Totò cerca moglie : Agent K 8
- 1950 : La Maudite (Margherita da Cortona) de Mario Bonnard : Mère de l'enfant
- 1950 : Angelo tra la folla : Une joueuse
- 1951 : Demain est un autre jour  : Mère de Luisa
- 1951 : Virginité (Verginità) de Leonardo De Mitri
- 1951 : Dernier rendez-vous : Flora
- 1951 : Messaline : le chrétien
- 1952 : Amours interdites (Inganno) : Marta
- 1952 : Adorables Créatures : Directrice
- 1954 : Mambo : Valeria
- 1960 : Le signore : Amie de Tatiana
- 1966 : Opération peur de Mario Bava : Baronne Graps (sous le nom de Giana Vivaldi[4])
- 1966 : La Bible
- 1966 : A... come assassino  : Marta Prescott
- 1966 : Buona sera Madame Campbell : La comtesse
- 1969 : La Religieuse de Monza : Sœur Angela Sacchi
- 1973 : Le Dernier Tango à Paris : Prostituée